# Контаміна
Контаміна (ісп. Contamina) — муніципалітет в Іспанії, у складі автономної спільноти Арагон, у провінції Сарагоса. Населення — 38 осіб (2010).
Муніципалітет розташований на відстані близько 180 км на північний схід від Мадрида, 95 км на південний захід від Сарагоси.

## Демографія
Динаміка населення (INE ):

## Галерея зображень

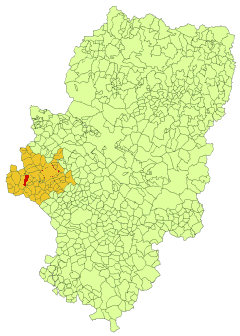
Контаміна у комарці Калатаюд